# 小林政春
小林 政春（こばやし まさはる、1946年1月2日 - ）は、元競輪選手。現役時代は日本競輪選手会埼玉支部に在籍。日本競輪学校（当時。以下、競輪学校）第21期生。
なお、競輪学校第47期生に同姓同名の元競輪選手が存在するが、別人である。

## 来歴
埼玉県立熊谷高等学校に在籍時代の1964年、全国高等学校総合体育大会自転車競技大会（高校総体）のスクラッチ（現 スプリント）及び速度競走で優勝。その後競輪学校第21期生となった。競輪学校の同期には、田中博、伊藤繁、河内剛、大宮政志らがいる。
1965年9月9日、大宮競輪場でデビューし2着。初勝利は同年10日の同場。
1983年4月より制定されたS級では一度も勝ち星がなく、また特別競輪における実績もないが、第二次世界大戦後に生誕した競輪選手としては初の900勝達成選手であった。この要因にはいくつかあり、1995年まで行われた普通競走（トップ引きと呼ばれる選手が存在する競走）という種類の競走が行われたが、初日に1着を取って準決勝に進出すると、準決勝ではトップを引いて9着（末着）に終わるが、最終日の「負け戦」（コンソレーション競走）で1着を取るというパターンのケースが少なくなかったことが挙げられる。
なお、同期ナンバーワンの実績を挙げた田中は通算771勝、伊藤は同593勝である。
2002年7月31日、選手登録削除。通算戦績3221戦946勝、優勝48回。通算勝利数は歴代9位である。